# Iopentol
Iopentol là một phân tử được sử dụng làm thuốc cản quang.